# 大間木公園
大間木公園（おおまぎこうえん）は、埼玉県さいたま市緑区大間木にある公園。1989年3月31日開園。見沼通船堀公園の一部として先行整備された。

## 概要
かつては見沼田んぼの一部であった。さいたま市花火大会の東浦和会場となっている。武蔵野線と見沼通船堀公園、芝川に挟まれたエリアに整備されており、サッカー場やソフトボール場など主にスポーツ利用のための公園となっている。またドッグランも併設されている。都市計画決定されている見沼通船堀公園が南側に隣接する予定である。

## 施設
- ソフトボール場（4面）
- サッカー場（1面）
- ゲートボール場（6面）
- 駐車場

## アクセス
- JR武蔵野線　東浦和駅下車徒歩10分